# 972
Évszázadok: 9. század – 10. század – 11. század
Évtizedek: 920-as évek – 930-as évek – 940-es évek – 950-es évek – 960-as évek – 970-es évek – 980-as évek – 990-es évek – 1000-es évek – 1010-es évek – 1020-as évek
Évek: 967 – 968 – 969 – 970 –  971 – 972 – 973 – 974 – 975 – 976 – 977

## Események

### Európa
- Meghal Taksony magyar fejedelem. Utódja fia, Géza. Miután az előző évben a Bizánci Birodalom annektálta a magyarokkal barátságos Bulgáriát és Magyarország két ellenséges birodalom közé szorult, Géza követeket küld I. Ottó német-római császárhoz, hogy szeretne megkeresztelkedni. Ottó Sankt Gallen-i Brúnót küldi, aki megkereszteli Gézát, a családját, valamint azoknak a szolgáknak a gyerekeit, akiket a fosztogató kalandozások során hurcoltak el Magyarországra.
- A vereséget szenvedett Szvjatoszlav kijevi fejedelem visszaindul Bulgáriából Kijevbe, de a Dnyeper zúgóinál a besenyők rajtaütnek és megölik. Kurja besenyő kán kupát csináltat Szvjatoszlav koponyájából. Az új kijevi fejedelem Szvjatoszlav legidősebb fia, I. Jaropolk.
- Meghal I. Boleslav cseh fejedelem. Utóda legidősebb fia, II. (Jámbor) Boleslav.
- I. Odo szász-ostmarki őrgróf megtámadja I. Mieszko lengyel fejedelmet, de a cedyniai csatában döntő vereséget szenved.
- Ióannész Tzimiszkész bizánci császár kihasználja az Abbászida Kalifátus szétesését és hadjáratot indít Felső-Mezopotámiába. Hogy nyugati határait biztosítsa, eleget tesz I. Ottó német-római császár korábbi kérésének és bizánci hercegnőt, Theophanut (valószínűleg sógora lányát) küld feleségül Ottó fiának és örökösének, II. Ottónak. Az esküvőre áprilisban kerül sor Rómában, a ceremóniát XIII. János pápa celebrálja.
- I. Ottó többévi itáliai tartózkodás után visszatér Németországba és Ingelheimben birodalmi gyűlést tart.
- Civakodó Henrik bajor herceg feleségül veszi Burgundiai Gizellát.
- Szeptemberben meghal XIII. János pápa. Utódjául VI. Benedeket választják, akit csak a következő év januárjában szentelnek fel, amikor megérkezik Ottó császár jóváhagyása.
- A paviai császári udvarból hazatérő Maiolus clunyi apátot foglyul ejtik a provence-i Fraxinetum erődjébe magukat befészkelt szaracén rablók. Az apát váltságdíj fizetése ellenében kiszabadul, de sorsa általános felháborodást kelt és Vilmos provence-i gróf nagy sereget gyűjtve legyőzi a szaracénokat és lerombolja a 887 óta muszlim kézben lévő Fraxinetum várát.

### Észak-Afrika
- Al-Muizz fátimida kalifa áthelyezi székhelyét (egész udvarát, sőt még ősei koporsóit is) Egyiptomba, az újonnan alapított Kairóba. Októberben indul el (a következő év májusában érkezik meg Alexandriába) és Ifríkiját (a mai Tunéziát) Buluggín ibn Zíri (a Zírida dinasztia alapítója) gondjaira bízza.
- Kairóban elkészül az al-Azhar mecset.
- A Fátimidák üldözőbe veszik az előző évben vereséget szenvedett és visszavonuló karámitákat és visszafoglalják Dél-Palesztinát, egészen Ramláig.

## Születések
- Al-Mavardi, arab teológus, jogtudós
- V. Gergely, római pápa
- II. Róbert, francia király

## Halálozások
- szeptember 6. – XIII. János, római pápa
- I. Boleslav, cseh fejedelem
- Fudzsivara no Koretada, japán régens és költő
- Liutprand, cremonai püspök és történetíró
- I. Szvjatoszlav, kijevi fejedelem
- Taksony magyar fejedelem